# یواس‌اس انترپرایز (۱۷۷۵)
یواس‌اس انترپرایز (۱۷۷۵) (به انگلیسی: USS Enterprise (1775)) یک کشتی بود. این کشتی در سال ۱۷۷۵ ساخته شد.